# Melithaea sinaica
Melithaea sinaica is een zachte koraalsoort uit de familie Melithaeidae. De koraalsoort komt uit het geslacht Melithaea. Melithaea sinaica werd in 2000 voor het eerst wetenschappelijk beschreven door Grasshoff. 